# Jiangsu Monkey King
O Jiangsu Monkey King é um clube profissional de basquetebol chinês sediado em Changzhou, Jiangsu. A equipe disputa a divisão sul da Chinese Basketball Association .

## História
Foi fundado em 2007